# Hotelfachschule Zürich
Die Hotelfachschule Zürich in Zürich-Enge wurde 1925 vom damaligen Schweizerischen Wirteverband, heute Gastrosuisse gegründet. Sie ist vom Bund seit 1989 als Höhere Fachschule anerkannt. 

## Geschichte
In den 2010er-Jahren wurde an der Seestrasse der Ersatzneubau der Schule erstellt. Der Kanton unterstützte den Bau finanziell. Nachdem sich der Bau verteuert hatte, beschloss das kantonale Parlament, um den Studierenden «angesmessene Studiengebühren» zu ermöglichen, eine ausnahmsweise Unterstützung von 3,5 Millionen Franken aus dem Lotteriefonds.
Im Jahr 2021 wurde eine Gesamtleitung der beiden Hotelfachschulen der Gastrosuisse in Genf und Zürich mit Susanne Welle an der Spitze eingeführt. Am 1. April 2022 änderte die früher Belvoirpark Hotelfachschule genannte Schule ihren Namen. 2024 wurde kein neuer Lehrgangsjahrgang aufgenommen. Zuvor war in den Medien von einem langsamen Rückzug der Tätigkeit des Wirteverbandes in dieser Ausbildung berichtet worden. Bis 2022 war das Restaurant Belvoirpark von der Hotelfachschule betrieben worden.

## Ausbildung
Belvoirpark ist zertifiziert nach ISO und EduQua und seit der Gründung Mitglied des Verbands der Schweizer Hotelfachschulen (ASEH – «The Leading Hotel Management Schools»). 
Die Hotelfachschule Zürich ist als eidgenössisch anerkannte höhere Fachschule eine international interessante Ausbildungsstätte für Führungsaufgaben in Hotellerie & Gastronomie sowie Dienstleistungsbranchen. Pro Jahr werden maximal 144 Studierende aufgenommen und in der Ausbildung werden Theorie und Praxis eng verknüpft. Teile dieser Führungsausbildung erfolgen in Praktika. Der Lehrgang bis zum staatlich anerkannten Diplom dauert zwei bzw. drei Jahre und startet jeweils im Frühling oder im Herbst. Die Qualität der Ausbildung wird durch externe Stellen überprüft.
Das Studium ist in 6 Semester gegliedert.
- In den Semestern 1 und 2 wird das Fundament für die Ausbildung gelegt. Dies findet einerseits in den intensiven Basiskursen Küche und Service statt, welche sich vor allem an Branchenunerfahrene richten, andererseits im Basispraktikum, welches in ausgewählten Partnerbetrieben der Fachschule absolviert wird.
- In den Semestern 3 und 4 absolvieren die Studierende das Modul Food & Beverage-Management und danach das Praktikum.
- Semester 5 und 6 widmen sich den Modulen Verkauf/Guesting, Gastronomie- und Produktionsmanagement, Beherbergung Rooms Division und Unternehmensführung.

Das Studium wird mit der Diplomarbeit und den mündlichen sowie schriftlichen Prüfungen abgeschlossen.

## Aufnahmekriterien
Erfüllte obligatorische Schulpflicht mit mindestens Sekundarstufe B
Abgeschlossene gastgewerbliche Lehre (Köchin/Koch EFZ, Hotelfachfrau/-mann EFZ, Kauffrau/-mann EFZ HGT, Restaurationsfachfrau/-mann EFZ, Systemgastronomiefachfrau/-mann EFZ, Bäcker-Konditor-Confiseurin/Bäcker-Konditor-Confiseur EFZ, Fleischfachfrau/-mann EFZ)
oder
Abschluss einer branchenfremden Lehre oder einer anerkannten Mittelschule (z. B. Fachmittelschule, Matura, Abitur, Zulassungsbescheinigung zum Universitätsstudium).

## Fächerübersicht
Zu den unterrichteten Fächer gehören General Management, Finanzen, Marketing, Sales und Guesting, Personalführung, Beherbergungs-, Facility- und Gastronomie-Management, Ernährung und Gesundheit sowie Wirtschaft und Recht.

## Diplom
Nach erfolgreichem Abschluss verfügen die Studierenden über das eidgenössisch anerkannte Diplom zur/zum Dipl. Hoteliere-Gastronomin HF/Dipl. Hotelier-Gastronom HF. Zudem können folgende Zusatzdiplome oder -zertifikate erworben werden:
- Eidg. anerkanntes Diplom als Berufsbildner in Lehrbetrieben
- KOPAS (Arbeitssicherheit)
- Accueil (Englisch Zertifikat)
- Business English Certificate Vantage – Cambridge Kurs
- ABACUS (Finanzbuchhaltung)
- Mirus (Lohnbuchhaltung)

Nach erhaltenem Diplom an der Hotelfachschule Zürich kann nachträglich der Titel Bachelor of Science FH in International Hospitality Business & Events Management oder Bachelor of Science FH in Business Administration mit Vertiefung in Hotellerie und Gastronomie erworben werden. Diese werden gemeinsam mit der Kalaidos Fachhochschule FH durchgeführt.